# العلاقات الصينية الميكرونيسية
العلاقات الصينية الميكرونيسية هي العلاقات الثنائية التي تجمع بين الصين وولايات ميكرونيسيا المتحدة.

## مقارنة بين البلدين
هذه مقارنة عامة ومرجعية للدولتين:
| وجه المقارنة                                              | الصين                    | ولايات ميكرونيسيا المتحدة |
| --------------------------------------------------------- | ------------------------ | ------------------------- |
| المساحة (كم2)                                             | 9.60 مليون               | 702                       |
| عدد السكان (نسمة)                                         | 1.33 مليار               | 105.54 ألف                |
| الكثافة السكانية (ن./كم²)                                 | 138.54                   | 15.03 ألف                 |
| العاصمة                                                   | بكين                     | باليكير                   |
| اللغة الرسمية                                             | اللغة الصينية القياسية   | لغة إنجليزية              |
| العملة                                                    | رنمينبي                  | دولار أمريكي              |
| الناتج المحلي الإجمالي (بليون دولار)                      | 12.24 تريليون            | 336.43 مليون              |
| الناتج المحلي الإجمالي (تعادل القوة الشرائية) بليون دولار | 19.82 تريليون            | 365.27 مليون              |
| الناتج المحلي الإجمالي الاسمي للفرد دولار أمريكي          | 8.03 ألف                 | 3.02 ألف                  |
| الناتج المحلي الإجمالي للفرد دولار أمريكي                 | 13.21 ألف                |                           |
| مؤشر التنمية البشرية                                      | 0.728                    | 0.640                     |
| رمز المكالمات الدولي                                      | +86                      | +691                      |
| رمز الإنترنت                                              | .cn، .中国 ‏، .中國 ‏      | .fm                       |
| المنطقة الزمنية                                           | توقيت الصين، ت ع م+08:00 |                           |

## منظمات دولية مشتركة
يشترك البلدان في عضوية مجموعة من المنظمات الدولية، منها:
| علم المنظمة | اسم المنظمة                               | تاريخ انضمام الصين | تاريخ انضمام ولايات ميكرونيسيا المتحدة |
| ----------- | ----------------------------------------- | ------------------ | -------------------------------------- |
|             | بنك التنمية الآسيوي                       | 1986               | 1990                                   |
|             | مؤسسة التنمية الدولية                     | 24 سبتمبر 1960     | 24 يونيو 1993                          |
|             | يونسكو                                    | 4 نوفمبر 1946      | 19 أكتوبر 1999                         |
|             | وكالة ضمان الاستثمار متعدد الأطراف        | 30 أبريل 1988      | 11 أغسطس 1993                          |
|             | الأمم المتحدة                             | 25 أكتوبر 1971     | 17 سبتمبر 1991                         |
|             | البنك الدولي للإنشاء والتعمير             | 27 ديسمبر 1945     | 24 يونيو 1993                          |
|             | الاتحاد الدولي للاتصالات                  | 1 سبتمبر 1920      | 18 مارس 1993                           |
|             | منظمة حظر الأسلحة الكيميائية              | ?                  | ?                                      |
|             | مؤسسة التمويل الدولية                     | 15 يناير 1969      | 24 يونيو 1993                          |
|             | المركز الدولي لتسوية المنازعات الاستشارية | 6 فبراير 1993      | 24 يوليو 1993                          |

## وصلات خارجية
- موقع وزارة الخارجية الصينية